# Alì
Alì település Olaszországban, Szicília régióban, Messina megyében. Lakosainak száma 657 fő (2023. január 1.). Alì Alì Terme, Fiumedinisi és Itala községekkel határos.

## Népesség
A település népességének változása:
| Lakosok száma | 762  | 752  | 655  | 657  |
|               | 2017 | 2018 | 2022 | 2023 |